# Taiwanemobius ryukyuensis
Taiwanemobius ryukyuensis är en insektsart som beskrevs av Oshiro och Ichikawa 1997. Taiwanemobius ryukyuensis ingår i släktet Taiwanemobius och familjen syrsor. Inga underarter finns listade i Catalogue of Life.